# Partit Comunista de Lituània

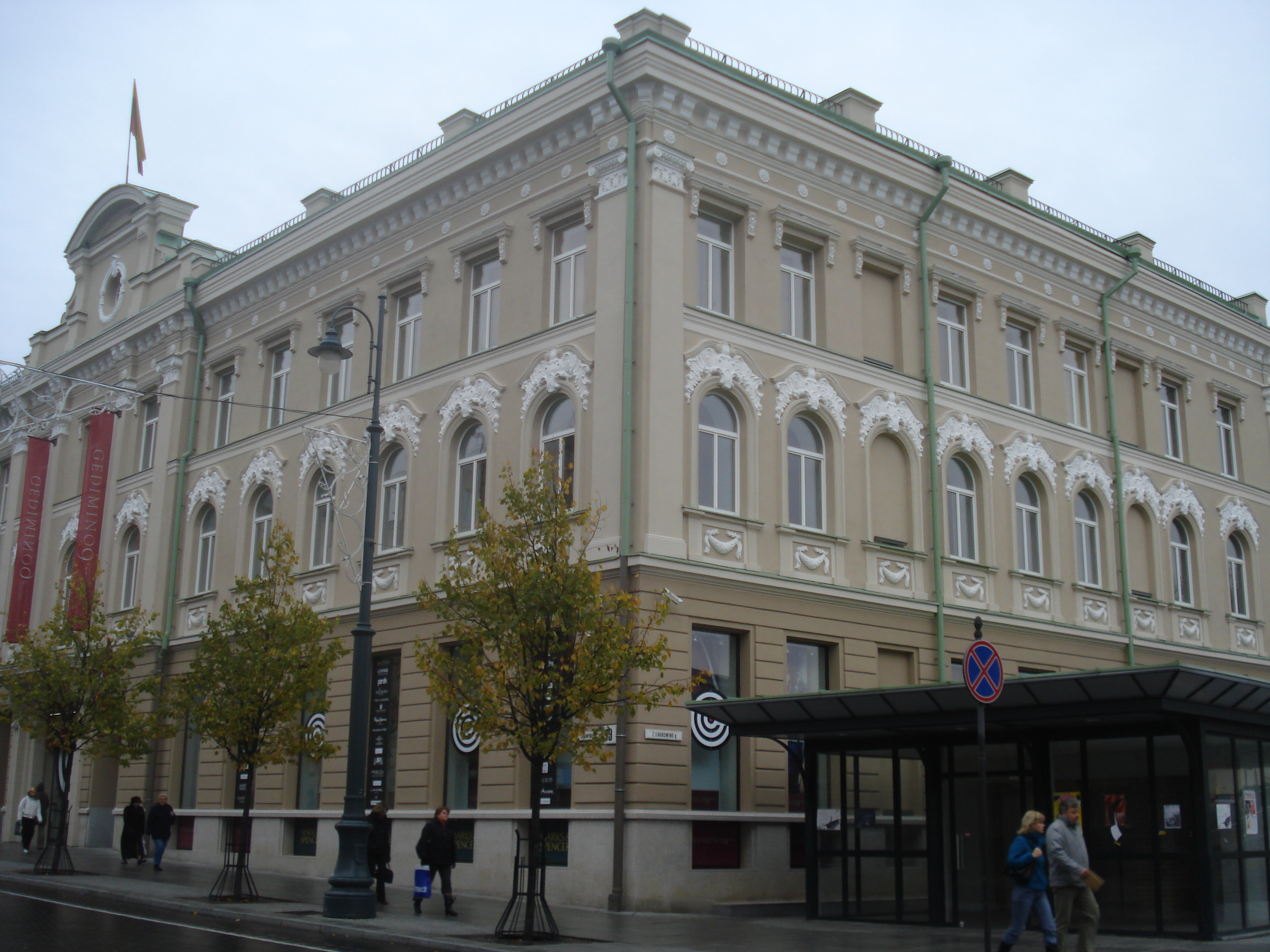
Antiga seu del Comitè Central del Partit Comunista de Lituània

El Partit Comunista de Lituània (lituà Lietuvos komunistų partija, rus Коммунистическая партия Литвы) fou un partit polític comunista de Lituània, fundat a principis d'octubre de 1918. Fou prohibit el desembre de 1926, després del cop d'estat de la Unió Nacional Lituana que va dur a la direcció del país a Antanas Smetona.

## Història
El partit va treballar en la clandestinitat fins al 1940. En el mateix any es va fusionar amb el Partit Comunista de la Unió Soviètica (bolxevic). En el moment de la formació de la República Socialista Soviètica de Lituània, el Partit Comunista de Lituània (LKP) va ser dirigit per Antanas Sniečkus. El 1940 el LKP es va fusionar al PCUS (b). L'organització territorial del partit a Lituània s'anomenava Partit Comunista de Lituània (bolxevic) (LK(b)P). En l'organització territorial lituana, el primer secretari del Comitè Central del partit (sempre un lituà) va ser governador de facto del país. El segon secretari ha estat sempre un rus designat per Moscou. El 1952 es va recuperar l'antic nom del partit en lituà, LKP.
El 1989, durant les protestes massives de la Revolució Cantada contra la Unió Soviètica a Lituània, el partit es va declarar independent del Partit Comunista de la Unió Soviètica. Després de les eleccions legislatives lituanes de 1990 el Partit Comunista de Lituània va esdevenir el Partit Democràtic Laborista de Lituània, que posteriorment es va fusionar amb el Partit Socialdemòcrata de Lituània, però amb el lideratge dominat per excomunistes.
La resta del Partit Comunista de Lituània (plataforma del Partit Comunista de la Unió Soviètica) es va mantenir en 1990-1991 sota el lideratge de Mykolas Burokevičius després que el partit tradicional va declarar la seva independència del seu homòleg soviètic. El Partit Comunista de Lituània va ser prohibit el 1991. Tot i que encara és il·legal, el Partit Comunista de Lituània està afiliat a la Unió de Partits Comunistes - Partit Comunista de la Unió Soviètica (PCUS-UCP), dirigida per Guennadi Ziugànov.

## Primers Secretaris
| Núm                                             | Foto                   | Nom                                | Inici                  | Final                  |
| Primer Secretari                                | Primer Secretari       | Primer Secretari                   | Primer Secretari       | Primer Secretari       |
| ----------------------------------------------- | ---------------------- | ---------------------------------- | ---------------------- | ---------------------- |
| 1                                               |                        | Antanas Sniečkus (1903–1974)       | 21 de juliol de 1940   | 22 de gener de 1974    |
| —                                               |                        | Valery Khazarov interí (1918–2013) | 22 de gener de 1974    | 18 de febrer de 1974   |
| 2                                               |                        | Petras Griškevičius (1924–1987)    | 18 de febrer de 1974   | 14 de novembre de 1987 |
| —                                               |                        | Nikolai Mitkin interí (1929–1998)  | 14 de novembre de 1987 | 1 de desembre de 1987  |
| 3                                               |                        | Ringaudas Songaila (1929–2019)     | 1 de desembre de 1987  | 19 d'octubre de 1988   |
| 4                                               |                        | Algirdas Brazauskas (1932–2010)    | 19 d'octubre de 1988   | 23 de desembre de 1989 |
| 4                                               | 23 de desembre de 1989 | Algirdas Brazauskas (1932–2010)    | 8 de desembre de 1990  |                        |
| Es va abolir el càrrec el 7 de desembre de 1989 |                        |                                    |                        |                        |
| Primer Secretari (De la facció pro-Moscou)      |                        |                                    |                        |                        |
| 5                                               |                        | Mykolas Burokevičius (1927–2016)   | 23 de desembre de 1989 | 23 d'agost de 1991     |

## Membres
| Membres del partit | Membres del partit |
| Any                | Membres            |
| ------------------ | ------------------ |
| 1930               | 650                |
| 1936               | 1.942              |
| 1940               | 1.741              |
| 1941               | 4.620              |
| 1945               | 3.540              |
| 1950               | 27.800             |
| 1955               | 35.500             |
| 1960               | 54.300             |
| 1965               | 86.400             |
| 1970               | 116.600            |
| 1975               | 140.200            |
| 1980               | 165,800            |